# Lac de Ladik

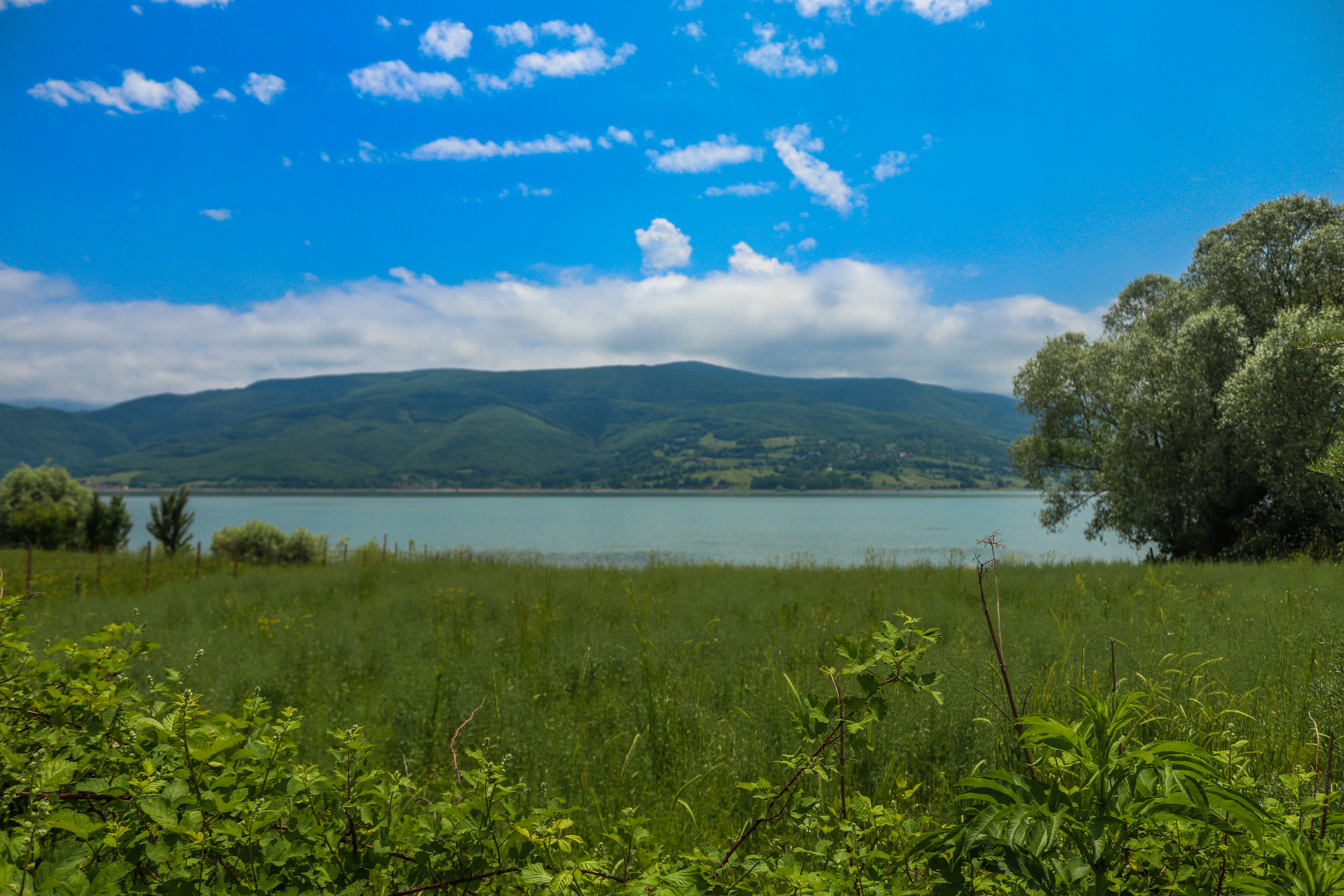
Lac de Ladik.

Le lac Ladik ou lac de Ladik (en turc : Ladik Gölü ; en grec ancien : Στιφάνη Λίμνη , Stiphane Limne) est un lac de la province de Samsun, en Turquie asiatique. Anciennement, il s'appelait Stiphane et était situé dans la partie nord-ouest de l'ancien Pont, dans le quartier appelé Phazemon. Selon Strabon, le lac regorgeait de poissons et ses rives offraient d'excellents pâturages. La rive sud du lac Ladik a été l'épicentre du séisme de 1668 en Anatolie du Nord avec une magnitude estimée entre 7,8 et 8,0 ms, qui est le seisme le plus puissant enregistré en Turquie.